# Aristides Quintiliano
Aristides Quintiliano (em grego clássico: Ἀριστείδης Κοϊντιλιανός; em latim: Aristīdes Quintilianus) foi um musicólogo grego, autor de um antigo tratado musical, Perì musikês (Περί Μουσικῆς, isto é, Sobre a Música), que provavelmente viveu no século III. De acordo com Marcus Meibom, em cuja coleção (Antiquae Musicae Auctores Septem: Graece et Latine., 52), este trabalho está impresso, e contém tudo sobre música que se encontra na antiguidade (exceto para Aristóxenes). (Veja Pauly-Wissowa, Realencyclopädie ii. 894.)

## Estudos sobre Aristides Quintiliano
- J. M. Barbour, Tuning and temperament. A historical survey, East Lansing, 1951.
- A[ndrew]. Barker, Greek musical writings, Cambridge University Press, 1989, Volume 2.
- Henri Poiron, Les notations d'Aristide Quintilien et les harmonies dites platoniciennes, Société française de musicologie, 1961.